# Preignac
Preignac is een gemeente in het Franse departement Gironde (regio Nouvelle-Aquitaine). De plaats maakt deel uit van het arrondissement Langon. Preignac telde op 1 januari 2022 2.140 inwoners.

## Geografie
De oppervlakte van Preignac bedroeg op 1 januari 2022 13,26 vierkante kilometer; de bevolkingsdichtheid was toen 161,4 inwoners per km².

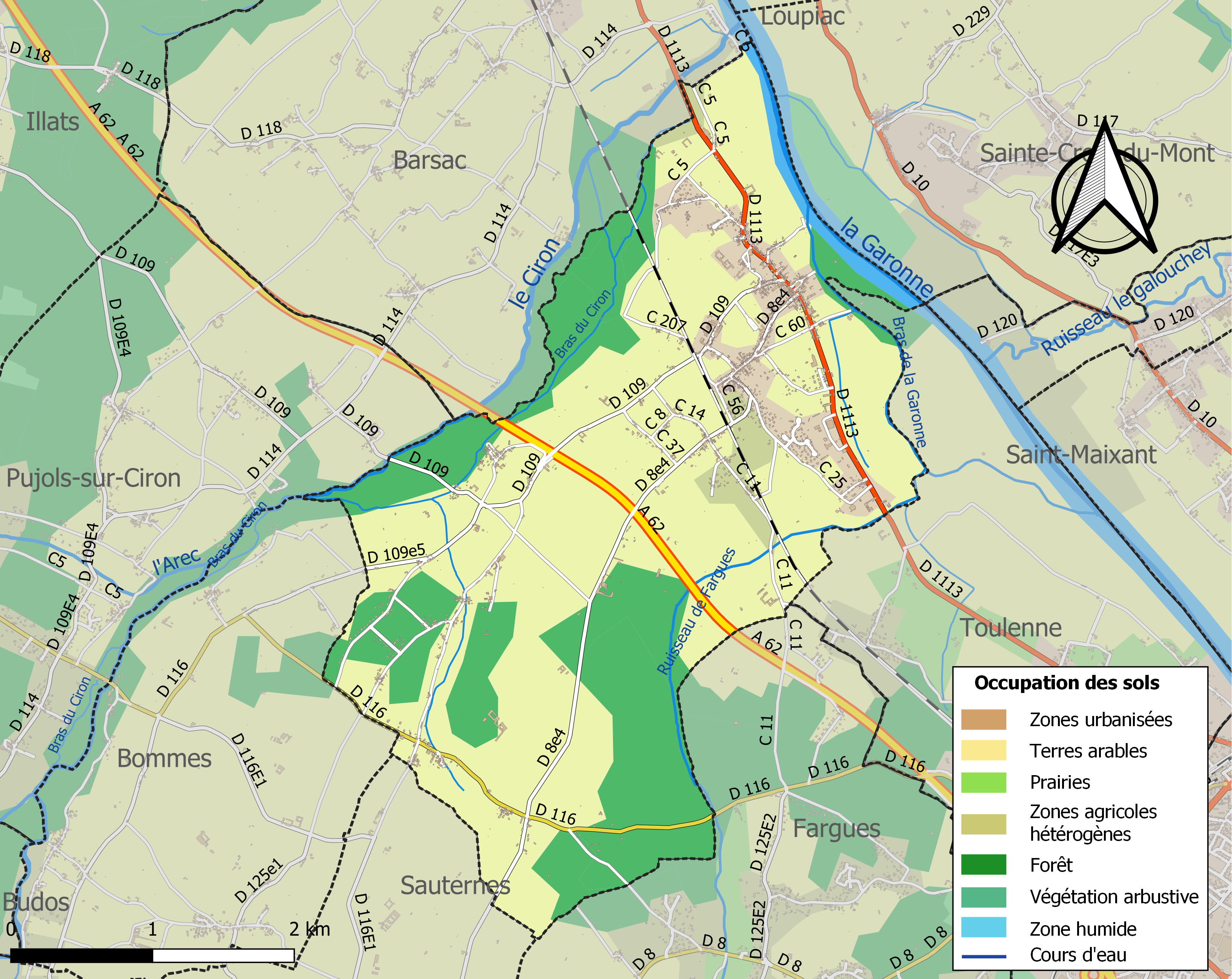
Kaart van de gemeente met belangrijkste infrastructuur, bodemgebruik en omliggende gemeenten

## Verkeer en vervoer
In de gemeente ligt de spoorweghalte  Preignac.

## Demografie
Onderstaande figuur toont het verloop van het inwonertal (bron: INSEE-tellingen).